# Orme (fiume)
L'Orme è un torrente che scorre in Toscana,  affluente di sinistra del fiume Arno.

## Percorso
L'Orme si getta nell'Arno tra gli abitati di Empoli e di Pontorme; il suo percorso tocca i comuni di Montespertoli e quindi quello di Empoli.

## Storia
Alcuni storici fanno derivare il suo nome dal greco ormos parola che indica ormeggio, attracco. L'area è infatti stata, nei tempi, anche non troppo remoti, quando l'Arno era navigabile e rappresentava un'importante idrovia che univa il mar Ligure da Pisa con l'entroterra della Toscana, un punto importante di attracco delle barche o meglio chiamate nella zona "navicelle".

## La Valdorme
La valdorme segue un tragitto che si taglia tra le tipiche colline toscane plioceniche in direzione Sud-Nord, creando un'ampia vallata che ha permesso di creare un luogo molto adatto per le coltivazioni in particolare di frumento, ma anche del ben più tipico olio toscano e per la messa a dimora di vitigni che qui rendono famoso il Chianti Montespertoli e il Bianco dell'Empolese.